# Otto Binge
Otto Binge (Cottbus, Imperio Alemán, 19 de mayo de 1895 - Cottbus, 18 de julio de 1982) fue un Standartenführer (Coronel) de las SS durante la Segunda Guerra Mundial, comandante de la 17.ª División SS de Granaderos Panzer "Götz von Berlichingen" y la 4.ª División SS Polizei.